# Paramyxine
A Paramyxine a nyálkahalak (Myxini) osztályába, a nyálkahalalakúak (Myxiniformes) rendjébe és a nyálkahalfélék (Myxinidea) családjába tartozó Paramyxininae alcsalád egyetlen neme.

## Rendszerezés
A nembe az alábbi fajok tartoznak:
- Paramyxine atami Dean, 1904
- Paramyxine cheni Shen and Tao, 1975
- Paramyxine fernholmi Kuo, Huang and Mok, 1994
- Paramyxine moki McMillan & Wisner, 2004
- Paramyxine sheni Kuo, Huang and Mok, 1994
- Paramyxine walkeri McMillan & Wisner, 2004
- Paramyxine wayuu Mok, Saavedra-Diaz & Acero P., 2001
- Paramyxine wisneri Kuo, Huang and Mok, 1994

## Külső hivatkozások
- ITIS szerinti rendszerbesorolásuk